# エドウィン・S・ポーター
エドウィン・S・ポーター（Edwin Stanton Porter,1870年4月21日 - 1941年4月30日）は、アメリカ合衆国の映画監督である。アメリカ映画の基礎を作った監督の一人であり、彼の代表作『大列車強盗』はアメリカ映画として初めてストーリーを持つ映画であり、西部劇の元祖と呼ばれる。

## 生涯
1870年4月21日、ペンシルベニア州コネルズビルに生まれる。父親はトーマス・リチャード・ポーター、母親はメアリー・ジェン・ポーターで地元の商人だった。高校卒業後、電気学に興味を持ち21歳でランプレギュレーターの特許を共同所有し、電信技師などの仕事に就いた。また、造船会社ウィリアム・クランプ・アンド・サンズの電気部門に勤めていた経験がある。その後アメリカ海軍に電気技師として入隊し、3年の兵役を経て除隊。その後電気や機械に関わっていたことで、映写技師となった。
1900年（1899年の説あり）、エジソン社にカメラマン兼映写技師として入社。エジソンスタジオで映画の製作を行うようになる。始めはトリック映画や喜劇映画を製作していた。1901年には風刺喜劇『Terrible Teddy,the Grizzly King』やジョージ・S・フレミングとの共同製作による『ニューヨーク23番通りで何が起こったか』などを撮影している。
1903年、『アメリカ消防夫の生活』を製作、初めてストーリーを持った映画の一つである。同年、初の西部劇と呼ばれる『大列車強盗』を発表した。この映画は一巻物で正味12分ほどの作品である。強盗が列車を襲撃して金品を奪うが駈けつけてきた保安官に撃たれるというストーリーで、ラストでは強盗が観客めがけて銃を発砲するシーンが挿入されている。
『大列車強盗』後も、二つの物語を並行に描いた『窃盗狂』や、トリック撮影を駆使した『レアビット狂の夢』などを製作した。1908年、脚本化志望でエジソン社に入ったD・W・グリフィスを俳優として起用し、同年に『鷲の巣から救われて』を監修・撮影し、グリフィスを樵役で出演させている。
1909年、エジソン社のもとを離れたポーターは、レックス社を立ち上げるが、3年後の1912年に社を売却し、同年にアドルフ・ズッカーのオファーを受けてフェイマス・プレイヤーズ・フィルム・カンパニーの監督となった。翌1913年には最初の5巻物作品『ゼンダ城の虜』を製作、1915年にはグリフィスの『國民の創生』の大ヒットに対抗してスペクタル大作『永遠の都』をつくっている。しかし1916年頃に会社を辞め、映画界から離れていった。
その後は映写機の製造会社の社長を務めたり、家電会社に雇われたりしていた。1941年4月30日にニューヨークのホテルで亡くなった。

## 監督作品

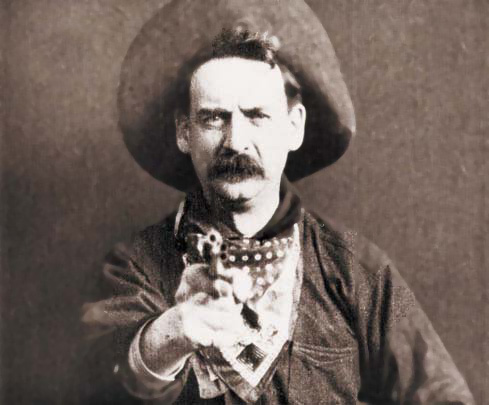
『大列車強盗』（1903年）のラストシーン

- ニューヨーク23番通りで何が起こったか What Happened on Twenty-third Street,New York City（1901年）
- パン屋の楽しみ Fun in a Bakery Shop（1902年）
- 鉄道のロマンス A Romance of the Rails（1902年）
- ジャックと豆の木 Jack and the Beanstalk（1902年）
- アメリカ消防夫の生活（1903年）
- 大列車強盗（1903年）
- アンクル・トムズ・ケビン Uncle Tom's Cabin（1903年）
- Scarecrow Pump（1904年）
- レアビット狂の夢 Dream of a Rarebit Fiend（1906年）
- ゼンダ城の虜（1913年）
- 永遠の都（1915年）

## ギャラリー
- 『大列車強盗』（1903年）
- 『Scarecrow Pump』（1904年）
- 『レアビット狂の夢』（1906年）